# 食用卵

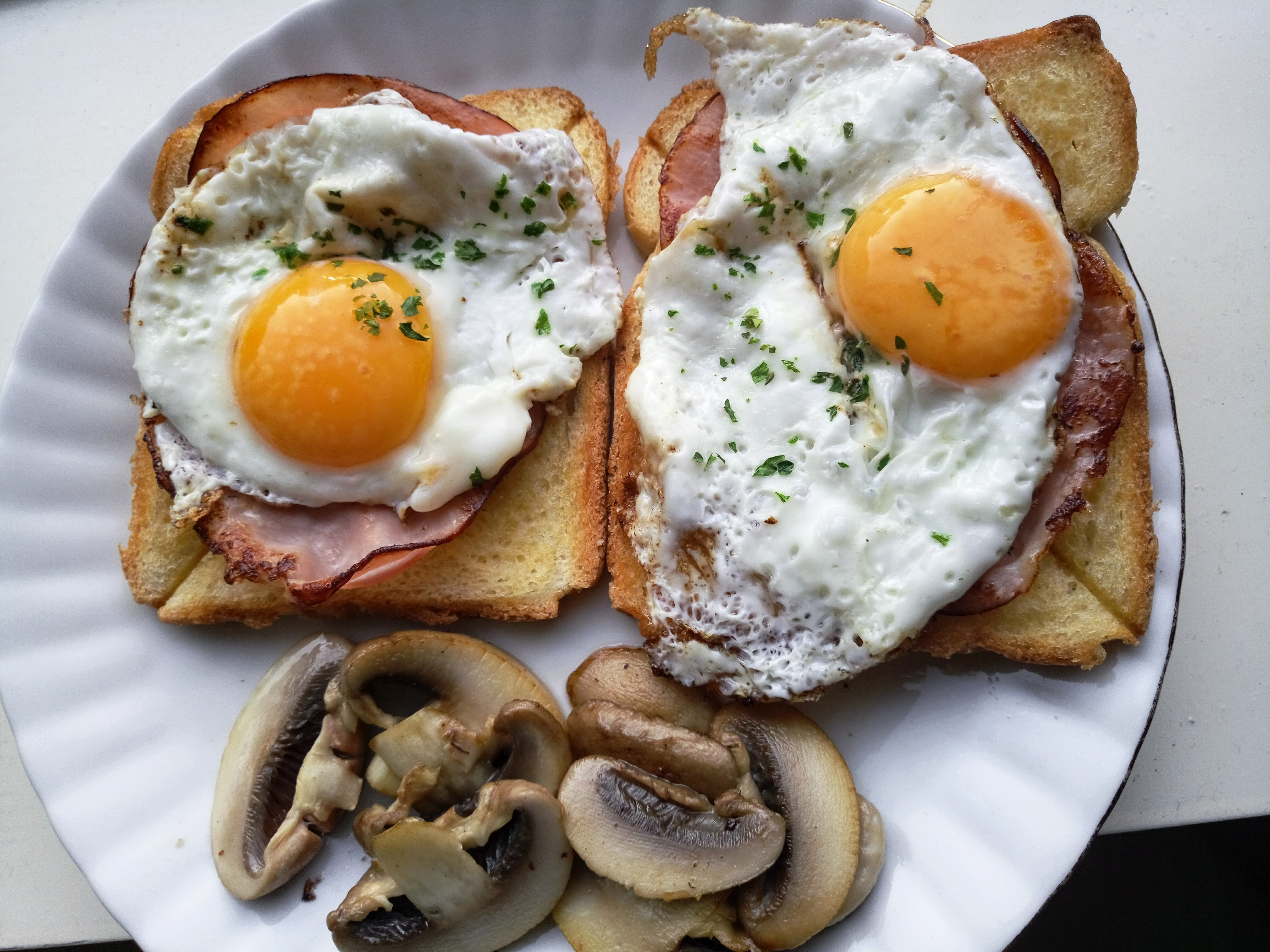
ハムエッグのトースト

卵は、鳥類、爬虫類、両生類、哺乳類、魚類等、非常に沢山の異なる雌の動物によって生み出されるものであり、人間によって数千年もの間食され続けてきた。鳥類や爬虫類の卵は、硬い卵殻によって構成される。卵白（白色）、そして卵黄（黄色）は、数種類の薄い膜を内包する。上記の卵のうちで、消費用として最も好まれるものは鶏卵である。他には、アヒル、ウズラ、イクラ、キャビアが好まれている。
卵黄とその他卵の全ては、タンパク質、コリンを豊富に含んでおり、これら栄養素は料理において用いられるものである。食用卵に含まれる栄養素の故に、アメリカ合衆国農務省は、卵を、食品ピラミッド中で「肉」と分類した。食用卵は、その栄養素の価値にもかかわらず、コレステロールやサルモネラ菌、アレルギー性物質に係る潜在的な健康上の問題を孕んでいる。
鶏及びその他卵を産み落とす動物は、広く世界中で飼われている。鶏卵の大量生産は、一つの世界的な産業であるといえよう。2009年には、約64億羽の雌鳥の総飼育群の内から、推定6千210万メトリックトンもの鶏卵が世界中で生産された。各地域ごとの多様性に係る需要と期待の問題が、昨今の大量生産に係る議論と同様に存するのである。2012年に、欧州連合は、鶏の施設における大量飼育を禁止した。

## 歴史
鳥類の卵は、先史時代より、狩猟社会と、鳥類が家庭的なものとなるより新しい文化との両方において、価値ある食材であった。鶏は、恐らく鳥（ジャングルに生息する鶏から熱帯・亜熱帯、東南アジア、インドに生息するものに至るまで）の卵故に、紀元前7500年より早期に家庭的なものとされた。
鶏は、紀元前1500年までにはシュメールとエジプトにもたらされ、紀元前800年前までには、ウズラが卵の主たる供給源であったギリシャに到達した。
古代エジプトのテーベの、紀元前1420年ごろに建造されたホルエムヘブ王の遺跡には、男性がダチョウやその他大きな卵の入ったボウルを運ぶ描写がなされたものがある。そして、この大きな卵は、ペリカンのものであると推察されている。
古代ローマにおいて、卵は、沢山の保存方法を用いて保存された。卵が料理の主体となることも度々あった。ローマ人は、悪霊がそこに隠れるのを防ぐという意味を込めて、皿の上で卵殻を割った。
中世において、卵は、四旬節の間、その濃厚さゆえに禁止された。「マヨネーズ」という語は、おそらく、中世のフランス語の単語であって、卵黄に相当し、中心、心中を表す語、「moyeu」から来るものである。
酸性の果汁とかき混ぜられた卵は、17世紀のフランスにおいて好評を博したのであるが、これは、レモンカードの起源であった可能性が高い。
乾燥卵産業は、冷凍卵産業が台頭する以前の19世紀に発展した。1878年、ミズーリ州セントルイス郡のある会社は、卵黄と卵白を、乾燥法を用いて茶色い粉状の物質へと加工を始めた。その乾燥卵の生産は、アメリカ合衆国軍兵士の需要に応えるため、第二次世界大戦中、大幅に拡大された。
1911年、卵パックは、ブリティッシュコロンビア州スミザースのジョセフ・コイルによって、バルキリーバレーの農家と、アルダーメレ・ホテルの支配人との間に起こる割れた卵に係る紛争を解決するために紹介された。初期の卵パックは紙で作られた。

## 種類
鳥類の卵は、一般食品であり、料理において最も多目的に用いられる材料の一つである。卵は、近代の食の歴史の多面において、重要な意義を持つ。
鳥類の卵のうち、最も一般的に使用されるのは、鶏のものである。アヒル、ガチョウの卵、そしてウズラのように小さな卵は、西洋諸国において、その食の一材料として使用されることがある。卵は、中国、タイ等アジアの多くの諸地域における一般的な日常の食糧である。2013年には、アジアの生産量が、世界全体の生産量の59パーセントを占めるに至った。
鳥の中で最大の大きさを誇るダチョウの卵は、特別で贅沢な飲み物としてのみ使用される傾向がある。カモメの卵は、イングランド、スカンジナビア諸国、そして、特にノルウェーでは、珍味として扱われている。アフリカの数か国においては、ホロホロチョウの卵が市販されており、特に毎春に見られる。キジの卵とエミューの卵は食用であるが、広範に利用されていない。時として、卵は、農家、養鶏業者又は高級食料品店から入手することが可能である。多くの国で、上述したものを含む野鳥の卵は、収集又は販売を禁止する法によって保護されているか、或いは年間のうちで特定の期間のみにその収集が許可されている。
| 鳥の種類               | 1羽の年間生産量 | 重量   | 初産日齢 | 備考                                        |
| ---------------------- | --------------- | ------ | -------- | ------------------------------------------- |
| 卵用鶏                 | 約300個         | 40-76g | 約145日  | 2年程度で廃鶏となる                         |
| ガチョウ（エムデン種） | 20-40個         | 約140g | 約300日  | 繁殖期2‐6月に産卵                           |
| アヒル                 | 150 - 200個     | 約95g  |          |                                             |
| ホロホロ鳥             | 150個以下       | 約40g  |          | 4-9月頃が産卵期。                           |
| シチメンチョウ         | 約100個         | 約110g |          | 感謝祭の祝日に食される。繁殖期間24 - 30週間 |
| チドリの卵             |                 |        |          |                                             |
| うずら卵               |                 |        |          |                                             |

## 生産
2013年には、鶏卵の世界生産は6830万トンであった。その主たる生産者は中国である。中国は、世界生産のうち2480万トンを生産した。また、アメリカ合衆国は世界生産のうち560万トンを、インドは380万トンを、日本は250万トンを、それぞれ生産した。典型的な大型の卵生産工場は、一週間に100万ダースもの卵を出荷する
。通常、生産過程の間、卵は、品質調査のために卵の箱に入れられる。生産元の属する地方公共団体の規制に応じて、卵の箱に入れる前に洗浄を施す必要がある場合は、これに従うこととなる。

## 解剖学上の特徴
卵の形状は、一方の端部が、他方の端部より大きく、長軸に沿って円筒状の対称性を有する長円形の回転楕円体であると形容できる。
卵は、薄く硬い膜で囲まれている。卵白の中には、卵黄がある。その中には、一つや二つほど、螺旋状の帯状組織である卵帯（英語では”Chalaza”と表現する。この単語は、「葉っぱ」や「硬い塊」を意味するギリシャ語の"χάλαζα"という語がその由来とされている。）が浮遊している。以下、各部について言及する。

### 気室
卵の大きいほうの一端には、卵の内容物が冷却されたときに形成される気室が内包されている。鶏鶏卵は、検卵中に測定された気室の大きさに応じて等級付けられる。非常に新鮮な卵の気室は非常に小さく、AAの等級を受ける。気室の大きさが拡大し、卵の質が低下すると、卵に係る評価はAAからA、さらにはBへと移動する。この価値序列は、卵の古さを判断する基準を示す。それは、卵中の水分がなくなると、空気が卵殻の穴を通り、抜け出るために卵の内容物の密度が増す。一方で、卵の大きいほうの一端に卵中の水分が集中すると、卵の内容物の濃度はますます減るという判断方法である。従って、非常に古い卵は、実際には水に浮かぶので、食するに適しないといえる。

### 卵殻
卵殻の色は、卵管内の卵形成中の色素沈着によって引き起こされる。より一般的な白又は茶色からピンク又は斑点の青緑色に至るまで、種及び品種によって異なる可能性がある。一般的に、白い耳を持つ鶏の品種は白い卵を産むことに対し、赤い耳を持つ鶏は茶色の卵を産む。卵殻の色と栄養価との間には何ら重要な関係が存在しない。しかし、一方の色は他方の色よりも好まれる傾向にある。これは、文化の相違に起因するものである（「卵殻の色」の項を参照のこと）。褐色の卵は、検卵の効果が余り見られないゆえに、血斑の発生率が有意に高くなっている。

### 卵殻膜
卵殻膜は、卵殻を覆う透明な膜であり、茹でた卵を剥がすときに見ることができる。卵殻膜は、主としてⅠ型コラーゲンのような繊維状のタンパク質から成る。

### 卵白
卵白は、卵の中に含まれる透明な液体の一般的な名称である。鶏では、卵の各層の間、卵管の全部の分泌物の層から形成される。受精卵又は未受精卵の周りに形成される。卵白の自然で主たる目的は、卵黄を保護し、胚の成長のために追加の栄養分を供給することにある。
卵白は、主に約90パーセントの水から成る。卵白の中には、たんぱく質（アルブミン、ムコプロテイン、グロブリンを含む）が溶けている。卵白は脂肪を殆ど含まない。その炭水化物含有量は、1パーセント未満である。卵白は、食品やインフルエンザのワクチンの調製を含む多くの用途に用いられている。

### 卵黄
新しく生成された卵の中の卵黄は丸く、安定している。しかし、卵黄の老化に伴い、卵白から水分が吸収され、その大きさが増し、卵黄を取り囲む透明な膜である卵黄膜が伸び、弱化する。卵黄のこの変化は、平坦で、拡大された形状に帰結する。
卵黄の色は、鶏の餌に依存する。餌に、キサントフィルとして知られる黄色又は赤橙色の植物色素が含まれているとき、それらは、結果卵黄に沈着して、卵黄を着色する。ルテインは卵黄中で最も豊富な色素である。餌が無色であるとき、鶏は、殆ど無色の卵黄を生成することができる。例えば、黄色いトウモロコシや、メリーゴールドの花びら等の物が含まれている場合には、卵黄に黄色の色が強調される。しかし、米国では、人工着色料の使用は禁止されている。

### 異常
卵殻のない、或いは卵殻の薄い卵は、産卵低下症候群によって生じうる。
血液の混入
少量の血が入ったものは血斑卵、大量の血が混ざったものは血玉卵と呼ぶ。鶏に大きな音などのストレスがかかった結果、卵巣や輸卵管の毛細血管が切れて卵黄膜に血が付着してしまうことがあるのが原因である。「血玉卵」は「鶏卵の取引規格」で食用不適となっている。少量の物は、農林水産省や全国農業協同組合連合会（略称：全農、JA全農）は、「血の部分を取り除けば、生食をしても問題ない。さらに気になるなら、加熱すること」としている。
卵黄がない
初産期に無黄卵はよくあるもので、通常なら排卵後卵管内で卵黄にまとわりつくように卵白が分泌され絡みつき卵が形成されるが、卵管内にあった別の組織片等によって形成されてしまうために作られる。食用自体は可能。
異物の混入
非常にまれであるが寄生虫などが混入する場合がある。これらは食用不適である。

## 卵料理の特性

### 卵料理の種類
鶏卵は、ありとあらゆる料理に広く用いられている。最も一般的な調理方法としては、かき混ぜる、揚げる、蒸かす、固く又は柔らかく茹でる、焼く、酢漬けにすることが挙げられる。また、特にサルモネラ感染症に感染する虞のある者、特に高齢者、虚弱体質者、又は妊娠中の女性に勧めることはできないが、生の状態で卵を食べることも可能である。さらに、生卵のたんぱく質は、生物学的に利用可能な栄養素当量がわずか51パーセントであるのに対し、調理された卵のたんぱく質は、その利用可能な栄養素当量が91パーセントに近く、生卵のたんぱく質の約2倍が吸収可能であるといえる。
料理の成分として、卵黄は、重要な乳化剤であり、カスタードの増粘剤としても用いられる。

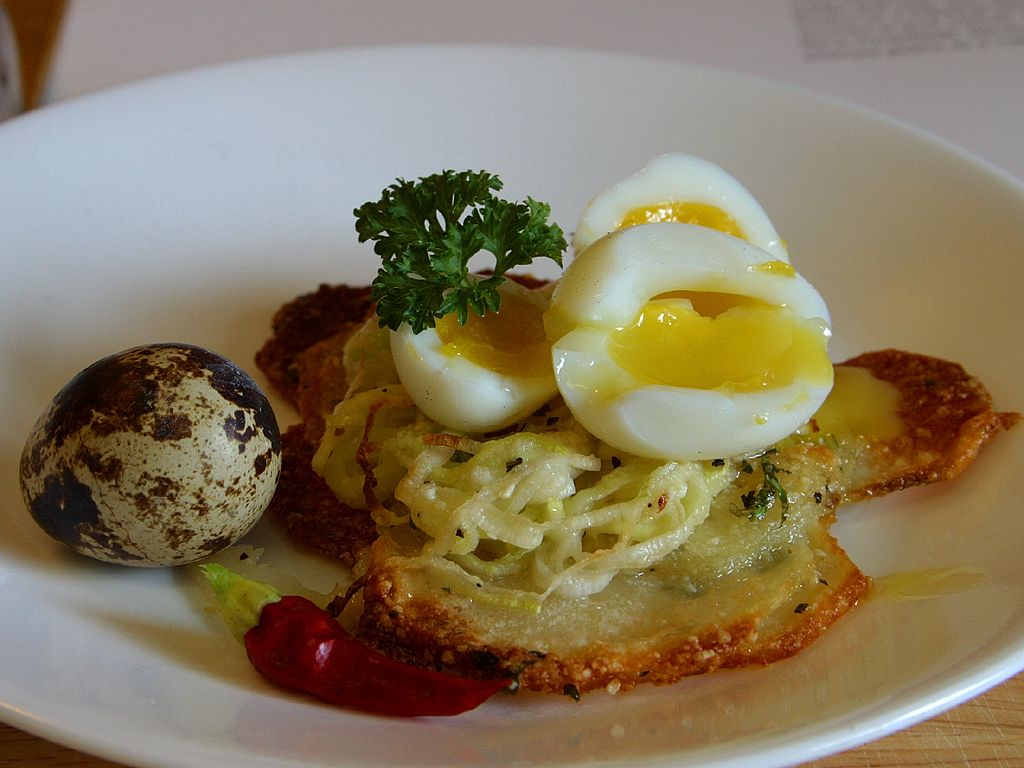
Soft-boiled quail eggs, with potato galettes

卵白は、たんぱく質を含有するが、脂肪をその中に殆ど又は全く含まないため、卵黄とは別に調理することが可能である。卵白は、軽くて柔らかな手触りを持っている。その柔らかさゆえに、泡立ててホイップ状にされ、メレンゲやスープ等のデザートでよく使用される。
料理の過程で粉砕された卵管は、時としてカルシウムを送達するための食品添加物として使用される。卵管は、一般的に廃棄されるが、卵のすべての部分は食用である。いくつかの料理では、鶏が未だ屠殺されないでいるとき、調理された後に収穫されるときの、未成熟の、ないし無精の卵が必要となる
。

### 調理
卵は、卵白と卵黄の異なる温度でゲル化する複数のたんぱく質を含み、温度によってそのゲル化時間が決定される。卵黄はセ氏65度から70度（華氏149度から158度）の間で、卵白についてはそれぞれセ氏60度から73度（華氏140度から163度）の間と、それぞれ異なる温度帯でゲル化又は凝固する。卵白には、最高温度で熱に晒されるオボアルブミンが含まれている。しかし、実際には、多くの調理課程において、卵白中のゲル化たんぱく質が最初に高温にさらされるので、オボアルブミンが最初にゲル化するのである。
サルモネラ菌は、セ氏71度(華氏160度)で即座に殺菌される。しかし、十分に長い期間、菌が同一個所に保持されていれば、セ氏54.5度（華氏130.1度）においても殺菌することが可能である。サルモネラ菌の問題を避けるために、卵は、卵殻内温度でセ氏57度（華氏135度）で1時間15分程度加熱することが要される。加熱した後の卵白はやや乳化しているが、通常の方法と同様に卵を使用することができる。メレンゲを泡立てる際にはかなりの時間を要するが、最終的な容積は事実上等しくなる。
ゆで卵を煮すぎると、卵の鉄と硫黄化合物のため、又は料理に用いた水に鉄分が豊富に存在した際に、卵黄の周りに緑色の輪状紋が現れることがある。緑色の輪状紋は、卵の風味に何ら影響を与えない。しかし、過剰な調理はたんぱく質の品質に悪影響を及ぼす。冷水中で卵を数分間冷やして完全に冷却すると、卵黄の表面にこの紋が形成されるのを防ぐことができる。
冷水で卵をゆっくりと加熱するのではなく、卵を沸騰水に入れたときに調理された卵の殻を剥くことは最も容易い方法である。

### 風味
卵の古さ及びその保存条件は、卵に大きな影響を与える。しかし、鳥の食生活は、卵の風味に影響する。例えば、茶色卵の鶏の品種が、菜種や大豆の食事を摂ると、その腸内の微生物は、それらを、魚臭のトリエチルアミンに代謝し、卵内の成分に反映する。雌鳥が自由に行動し、よってなす予測不可能な食事は、当然に予測できない卵を生み出すであろう。アヒルの卵は、鶏の卵とは異なるが、鶏の卵に似た風味を持つ傾向にある。
卵は、周囲の食材の風味を吸収するために、混合物に浸すことが可能である。茶葉蛋は、さまざまな香辛料、紅茶の茶葉を混ぜた醸造酒により、味わい深くなっている。

### 保全
不適切に処理された卵は、重度の食中毒を引き起こす可能性のある、多量のサルモネラ菌を含む可能性がある。そのため、食用卵の慎重な保管は、非常に重要である。米国では、卵を洗浄するとき、これは卵殻を洗浄するという意義をもつのであるが、卵の上皮を侵食してしまうといわれている。したがって、USDAは、サルモネラ菌の増殖を防ぐために、冷凍卵の使用を推奨している。
卵の冷凍は、味と質感を保つことができる。しかし、無傷の卵は、数か月間冷凍せずに放置することができる。欧州では、卵は通常洗浄されない。卵殻は汚れているが、上皮は損傷を受けておらず、冷凍を要しない。米国では、鶏は、サルモネラ菌に対し免疫され、卵は、一般的に21日間安全である。

### 保存

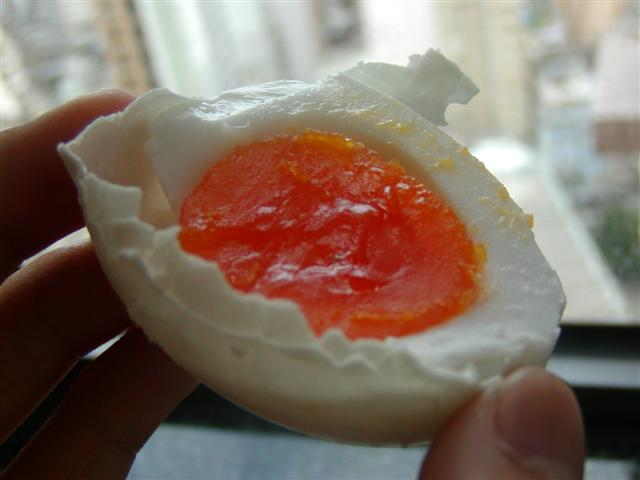
シェンタン

卵を保存する最も簡単な方法は、塩でそれを扱うことである。塩は、バクテリアやカビから水分を引き出し、その成長を妨げる働きをもつ。中国の塩漬けのアヒルの卵は、アヒルの卵を塩水に浸したり、個々に塩と泥や粘土のペーストでコーティングしたりすることで作られている。卵は、浸透圧平衡に達した約1ヶ月後に塩を吸収しなくなる。この卵の卵黄は、はオレンジレッドの色をして凝固するが、卵白はやや液状である。この卵は、時に消費の前に茹でられ、また時には米粥で味付けされる。

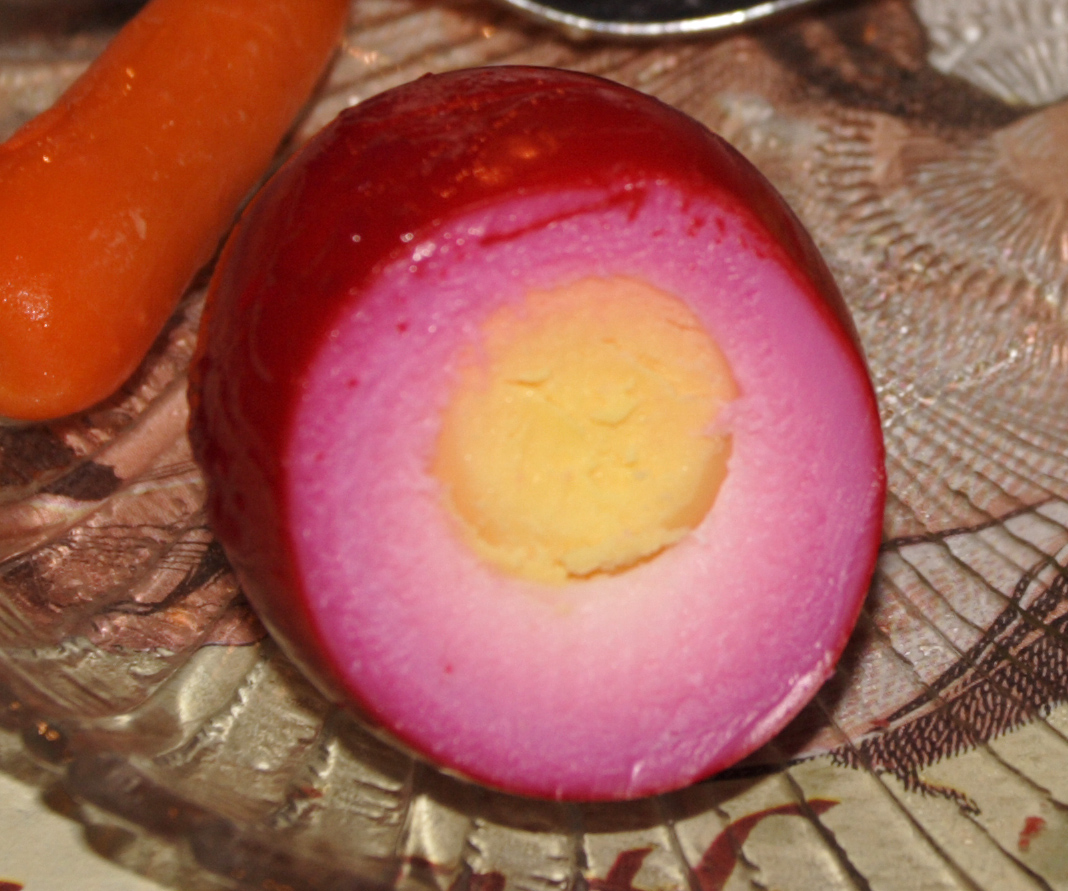
Pickled egg, colored with beetroot juice

もう一つの方法は、まず沸騰させ、酢や塩、香辛料（生姜等）に浸して漬けた卵を作る方法である。卵に赤色を与えるために、砂糖大根の汁が添加されることがある。卵が数時間浸漬されると、卵が切分けられたときに赤、白、黄色の明瞭な色が見える。数日以上漬けた場合、赤色は卵黄に達する。卵が数週間以上混合物中で浸漬されると、酢は、卵殻の炭酸カルシウムの多くを溶解し、卵の中心に深く浸透し、バクテリアやカビの増殖を抑制するのに十分な濃度の酸性になる。この方法で作った漬け卵は、冷凍をしない場合では1年以上保存することができる。

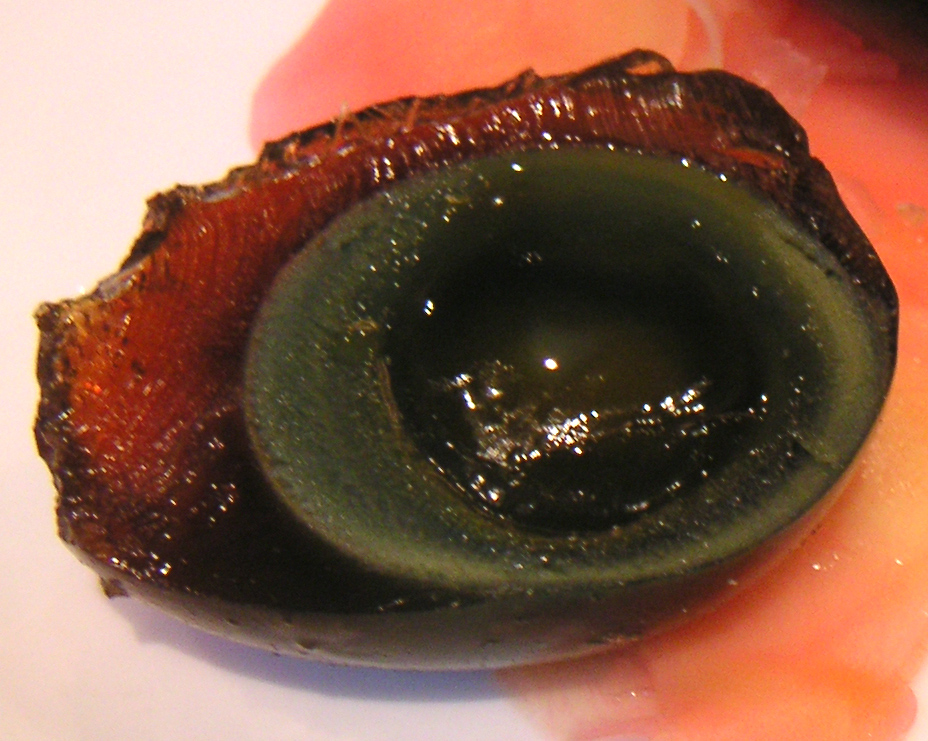
ピータン

100年以上保存しうる卵は、処理方法に応じて、数週間から数ヶ月にわたり粘土、木灰、塩、石灰および稲わらの混合物で卵をコーティングする方法を用いて保存される。この過程が完了した後、卵黄は、硫黄とアンモニアの強いにおいを伴う暗緑色のクリーム様物質になり、卵白は、比較的穏やかで明瞭な風味の、暗褐色の透明なゼリー状になる。この卵の変成剤は塩基性物質であり、卵のpH値を徐々に9から12又はそれ以上に上昇させる。この化学変化は、卵黄の、複雑な風味のないタンパク質や脂肪のいくつかを、より単純で風味豊かなものに分解するものである。これは、いくつかの観点において、無機発酵であるといえよう。

### 代替になりうる料理
卵を食さない人々のため、調理に使用される代替物としては、他の上昇剤又は粉砕亜麻種子又はジャガイモデンプン粉等の結合物質が含まれる。豆腐は、その大豆の含有量のために、レチシンの割合が高い。よって、部分結合剤としても作用しうる。アップルソースは、クズウコンやバナナと同様に、用いられうる。抽出された大豆レチシンは、卵由来のレチシンの安価な代用品として包装された食品に用いられていることが多い。ヒマラヤ山脈の塩水や緑色のえんどう豆の缶詰中の液体（アクアファバとも呼ばれる）等の豆のブイヨンは、メレンゲやムースのように、デザートとして用いられる卵白に代わりうるのである。他の卵の代替品は、その高いコレステロールと脂肪含量とを心配する人々のために、卵白だけから作られている。これらの製品には、通常、ビタミン及びミネラル、並びに植物ベースの乳化剤及びキサンタンガムまたはグアーガムなどの増粘剤が添加されている。これらは、本物の卵の栄養と、いくつかの料理上の特性を維持し、オランデーズソース、カスタード、マヨネーズ、及びこれらの代用品の内、焼いたもの等のの食品になりうる。

### 栄養価
最も一般的に食べられる卵である鶏卵は、100グラム当たり155キロカロリーの食物エネルギーと12.6グラムのたんぱく質を提供する（付表を参照されたい）。
鶏卵は、ビタミンAは19パーセントDV、リボフラビンは42パーセントDV、パントテン酸は28パーセント、ビタミンB1/B2は46パーセントDV、コリンは60パーセントDV、リンは25パーセントDV、亜鉛は11パーセントDV、ビタミンDは15パーセントDVといったビタミン及びミネラル等の、DV指数（米国人の日毎栄養摂取目標平均値）における重要な栄養素を含む。
卵黄は、日毎栄養摂取目標平均値の3分の2以上に相当する300ミリグラムのコレステロールを含んでいる。
鶏の飼料は、卵の栄養価に影響を与える可能性がある。例えば、オメガ3脂肪酸が特に高い鶏の卵は、魚油、寒天の種子又は亜麻仁のような栄養源からの多過不飽和脂肪を含む飼料を鶏に与えることによって生成される。牧草地で飼育された自家飼養鶏は、自家飼料を飼料として飼育しても、飼育された鶏と比較してオメガ3脂肪酸が比較的豊富に含まれる卵を産生するのである。
USDAの調査によると、様々な鶏卵に多量含まれる栄養素の有意差は認められなかったという。
調理された卵は、サルモネラ感染症の危険性が低いだけでなく、消化しやすい。

## 健康に対する影響
ハーバード大学医学部では、1日平均1個以下の卵を推奨している。

### 認知機能保護
ハーバード大学医学部によると、卵に含まれるコリンは、脳の構造にとって重要な栄養素である。ハーバード大学医学部によると、食事中のカロリーの5%ごとに炭水化物を動物性タンパク質に変換することで、認知機能をよりよく保護できる可能性がある。

### コレステロールと脂肪
卵の中の熱量の半分以上は、卵黄の脂肪に由来する。50グラムの鶏卵（米国では「大きい」と評価され、欧州においては「中程度」の大きさと評価される）には約5グラムの脂肪が含まれている。低コレステロールの食事を摂る人々は、卵の消費を減らす必要があろう。しかしながら、卵の脂肪の内27パーセントのみが飽和脂肪（パルミチン酸、ステアリン酸、ミリスチン酸等）である。卵白は、主として水分（87パーセント）とたんぱく質（13パーセント）から成り、コレステロールを含まず、脂肪についてはほとんど含まれていない。
今、卵黄が健康面に危険をもたらすか否かとの議論がある。幾つかの研究では、食事中のコレステロール値が、総コレステロール値とHDLコレステロール値の比率を増加させ、従って、体内に存するコレステロールの状況に悪影響を与えるということを示唆している。一方で、一日一度の卵の消費は、健康な人においては心臓病の危険性を増加させないとの研究結果が示されている。ハロルド・マギーは、脂肪、特に飽和脂肪酸は実際のコレステロール値よりも体内のコレステロール量を増加させる可能性が高いため、卵黄中のコレステロールはさしたる問題ではないと主張している。

### 2型糖尿病
研究では、卵の消費と2型糖尿病との関連性について矛盾する結果が示されている。ハーバード大学公衆衛生学校の11万1000人を対象とした、1999年当時の先進的な研究では、「糖尿病患者の卵消費量の増加に伴うCHDの明らかな危険性の上昇については、さらなる研究を要する」と結論付けられている。1992年から2007年にかけて実施された「健康調査Ⅰ及び女性健康調査」は、「データは高頻度の卵消費が、2型糖尿病の危険性増加と関連していることを示唆している」と判断した。2010年に発表された研究では、卵の消費と2型糖尿病との間に関連性の無いことが判明した。さらにもう一つ、2013年からのメタアナリシスでは、卵消費が2型糖尿病発生率を増加させるかもしれないとの考えを支持している。

### 心血管リスク
卵は、人間の食事に含まれるホスファチジルコリン（レシチン）の最大の供給源の1つである。ネイチャー誌に掲載された研究では、食事中のホスファチジルコリンが、腸内の細菌によって消化され、最終的には心臓病と関連する化合物である化合物TMAOに変換されることが示されている。
1999年のハーバード大学公衆衛生学研究では、37851人の男性と、80082人の女性が、「1日あたり最大で卵1つの消費が、健康な男性と女性の間において、CHDや脳卒中のリスクに大きな影響を及ぼす可能性は低い」との結論に達した。4000人規模の研究では、卵を食べると、その代謝産物であるアテローム性動脈硬化症の原因物質TMAOの血中濃度が上昇し、3年間の経過観察後に、心臓発作および脳卒中の危険性が有意に高まるということが、科学者らによって判明した。
2007年の約10000人規模の、成人を対象とした研究では、冠動脈疾患の危険性が高い糖尿病患者の亜集団を除いて、中程度（週6回）の卵消費と、心臓血管疾患又は脳卒中との間に、相関は見られなかった。栄養失調についての説明の1つは、通常の西洋食では、コレステロール摂取の基盤が非常に高く在るため、血中コレステロールにはほとんど影響を与えないということである。他の研究では、糖尿病患者の卵の摂取量が多いほど、心血管に至る危険性が高くなるという考えを支持している。2009年の21000人以上を対象としたコホート研究では、「1週に6度までの卵消費は、心臓血管疾患及び死亡の危険性に大きな影響を及ぼさず、1週に7度の摂取は、総死亡率の僅かな上昇に係る危険性と関連している」と結論付けられた。糖尿病の男性では、卵消費は、全死因死亡危険性の増加と関連しており、これについては、心筋梗塞や脳卒中の危険性上昇の示唆的な証拠がある。2013年のメタアナリシスでは、卵の消費と、心臓病や脳卒中との間に、関連性は見られなかった。2013年の体系的な考察とメタアナリシスでは、卵消費と心臓血管疾患又は心臓血管疾患の死亡率との関連は認められなかった。しかし、2型糖尿病患者と比較して、卵消費量につき、1週に1度未満から1週に1度以上への変化があった。2013年の別のメタアナリシスでは、1週間に卵を4つ食べると、心血管疾患のリスクが6%増加すると報告された。

### 汚染

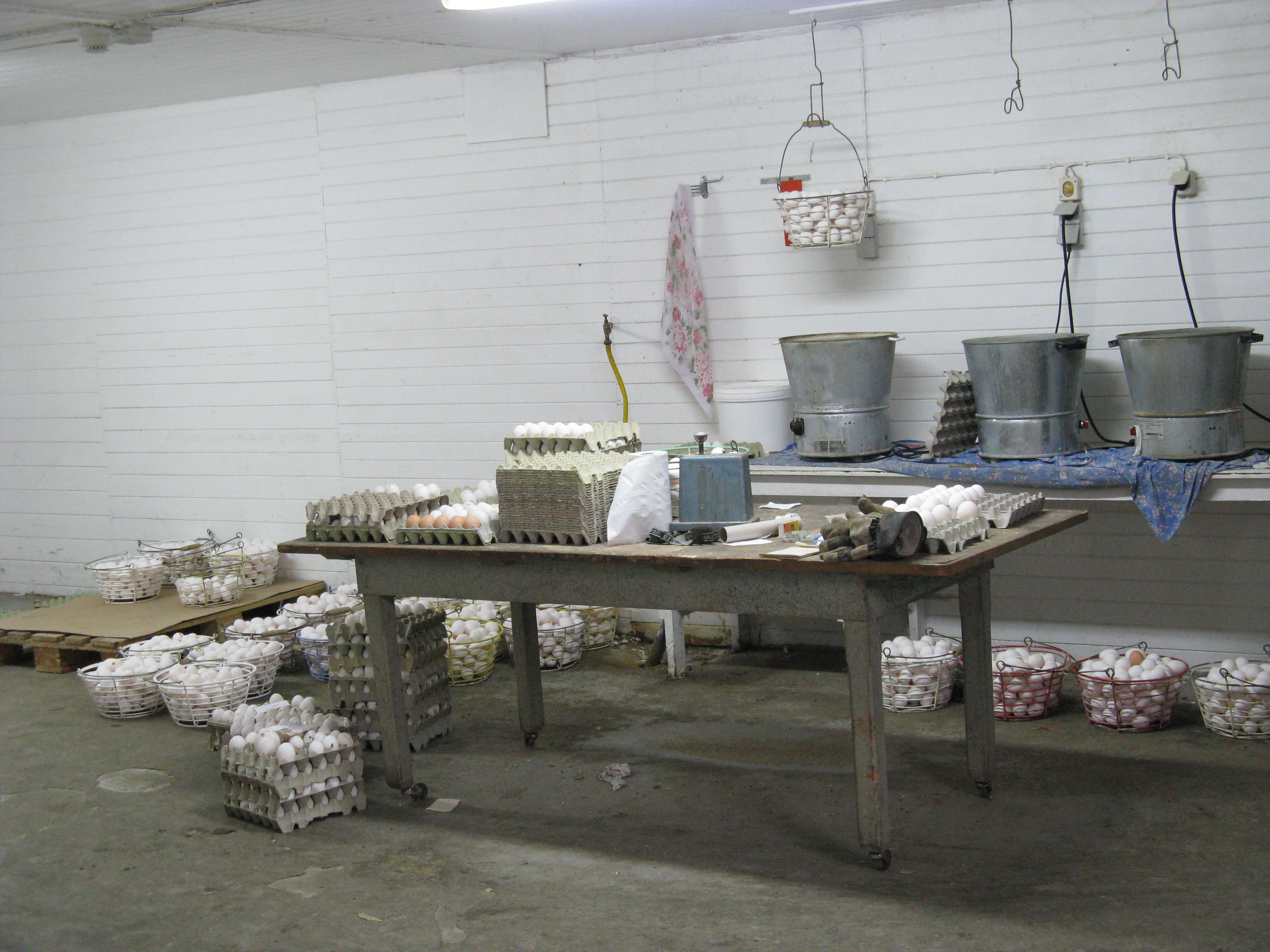
Egg cleaning on a farm in Norway

卵に関連する健康上の問題は、サルモネラ・エンテリティディスのような病原性細菌による汚染である。クロアカを介してメスの鳥を出る卵の汚染は、サルモネラ属の他の病原菌でも起こり得るので、卵殻が、鳥の糞便で汚染されるのを防ぐために、注意を払わなければならない。米国で、洗浄が商業的に実施されている場合、卵は、産み落とされて数分以内に消毒液で素早く洗浄される。未処理又は未調理の卵からの感染リスクは、鶏が飼われる衛生条件に、一部依存している。
健康の専門家らは、洗浄した卵を冷蔵し、2週間以内に使用し、余すとことなく調理する必要があるのであって、生の卵を消費するべきではないと勧告している。肉と同様に、生の卵を処理するために使用された容器や表面は、直ぐに食べられうる食物と接触させてはならない。
サルモネラ菌
2002年の米農務省の調査によれば、卵の汚染にかかる問題は、想定された程度よりは問題となっていない。毎年生産されている690億個の卵のうち、230万個のみがサルモネラ菌に汚染されているという結果が示されているのだ。これは、サルモネラ菌感染が卵によってほとんど誘導されえないことを示している。しかし、これは、卵消費によるサルモネラ・エンテリティディスおよびサルモネラ菌の感染が大きな懸念事項となっている他の国では当てはまらない。卵殻は、細菌が侵入するのを防ぐ保護膜として機能するが、これを不適切に取扱い、又は不健康な鶏に卵を産生させた場合には、この保護膜はが壊れる可能性がある。卵の汚染原因の大部分は、卵殻の、上述のような弱点を通って卵中に侵入する。英国の、卵産業協議会は、サルモネラ菌に対してワクチン接種された鶏卵に由来する卵に、ライオンズ・スタンプを付与している。
殺虫剤
2017年7月から8月にかけて、オランダ食品消費者製品安全庁 (NVWA) が殺虫剤フィプロニルで汚染されていることを発見。汚染された卵は、オランダ、ベルギー、そしてドイツで、数百万の卵を販売された。

### 食物アレルギー
乳児における最も一般的な食物アレルギー原因の1つは、卵である。幼児は、通常、曝露が最小限に抑えられれば、小児期に、このアレルギーから脱しうる。卵白に対するアレルギー反応は、卵黄に対する反応よりも一般的なものである。上述の通り主要である卵黄に対するアレルギー反応に加えて、卵白に、食物不耐性を経験する人もいる。ほとんどの先進国では、卵、卵製品、分類上の成分の、特別なアレルゲンの許容基準において、卵を含む食品を処理する機器での食品の加工が実施されている。

## 生産上の問題

### 品質と大きさによる等級づけ
鶏の飼育については、受精済みの鶏を飼わないのが一般的である。人間が食することを意図し、商業的に養鶏された鶏卵の殆どは未受精である。この操作のお蔭で、我々は肥沃な卵を食べることができる。卵を、凍結温度下に保存することは、長時間に渡る細胞の増殖を阻害するため、受精した卵は、発達した胚を含まない。ときには、胚は発育しうるが、その孵化前には食用として用いられることとなる。
品質と大きさによる等級付けにつき、米農務省は、卵の内部品質と、卵殻の外観と状態とによって、卵を等級付けする。卵は、その等級によって、重量が異なる場合がある。先ず、AAに分類される卵は、厚くてしっかりした卵白を持っています。その基準は、大きく、丸く、殆ど欠陥のない卵黄及びきれいで欠損のない卵殻を有することである。次に、グレードAAおよびグレードAの卵は、外見が重要となっており、揚げ物等に最適である。グレードAの卵は、グレードAAの卵の特徴を持っている。卵白は、「適度に」しっかりしている。これは、店舗で最も頻繁に販売される品種である。グレードBの卵は、より薄い場合のある卵白や卵黄があり、より高い等級の卵より、広くて平らである場合がある。卵殻は、破損していないことが基準のために必要であるが、わずかに汚れが見える場合がある。この品質は、通常、液体、凍結、および乾燥卵製品並びに他の卵含有製品を製造するために使用されるため、小売店ではほとんど見られない。オーストラリア と欧州連合では、鶏の飼育方法によって卵を段階的に評価することとしている。
ニワトリの卵はまた、販売の目的のため、その大きさによって等級分けされる。

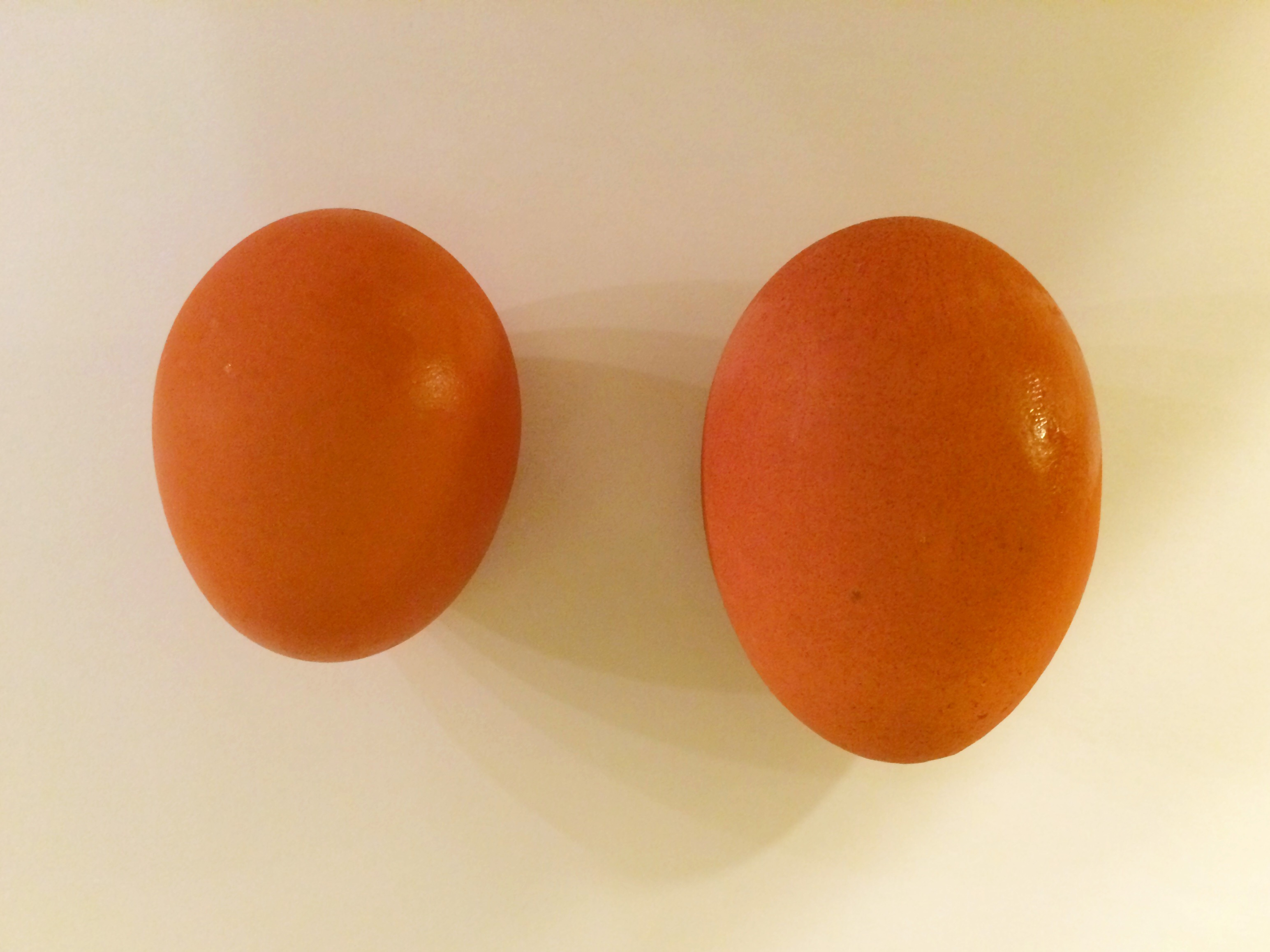
Comparison of an egg and a maxi egg with a double-yolk - Closed (1/2)
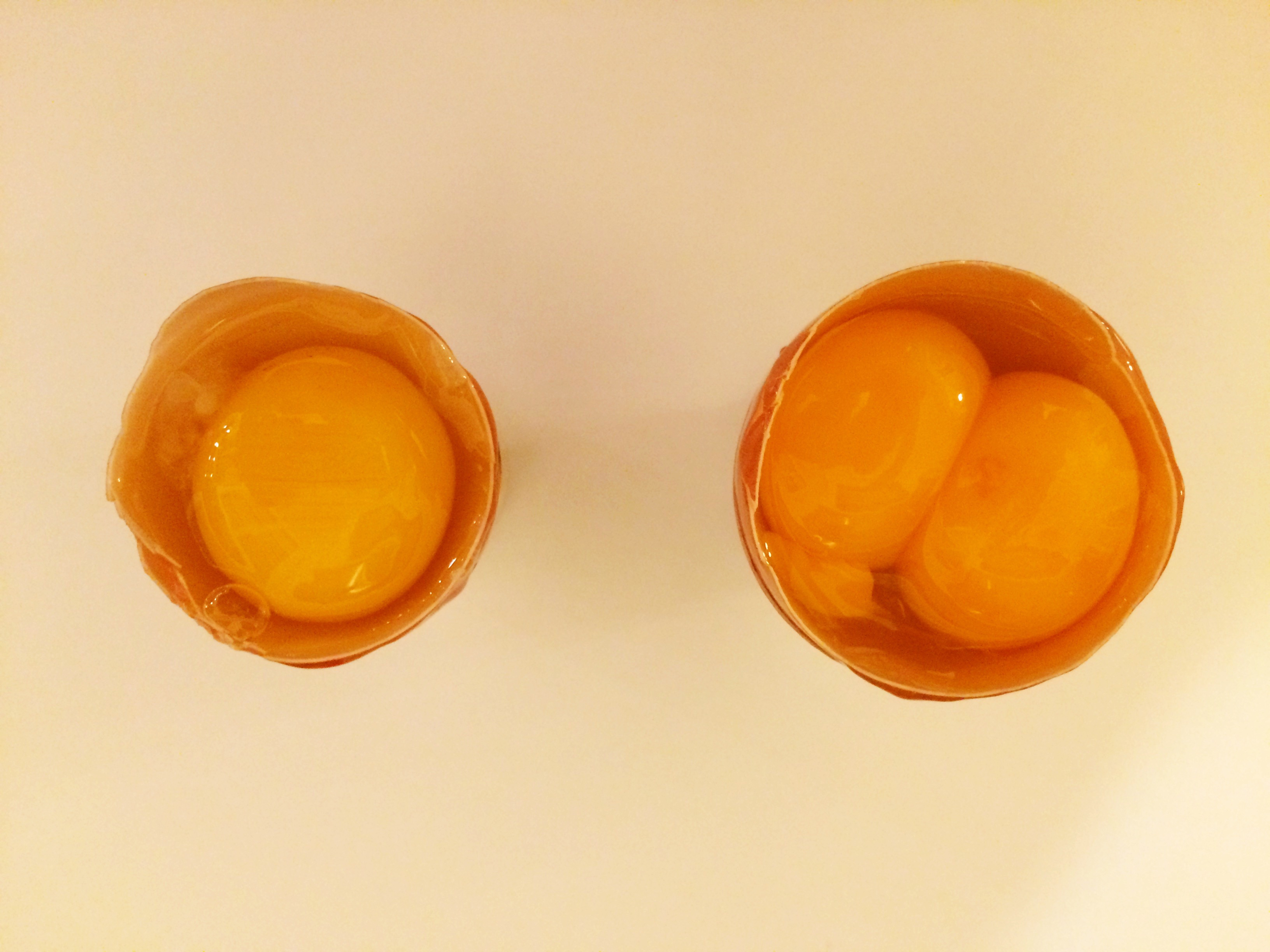
Comparison of an egg and a maxi egg with a double-yolk - Opened (2/2)
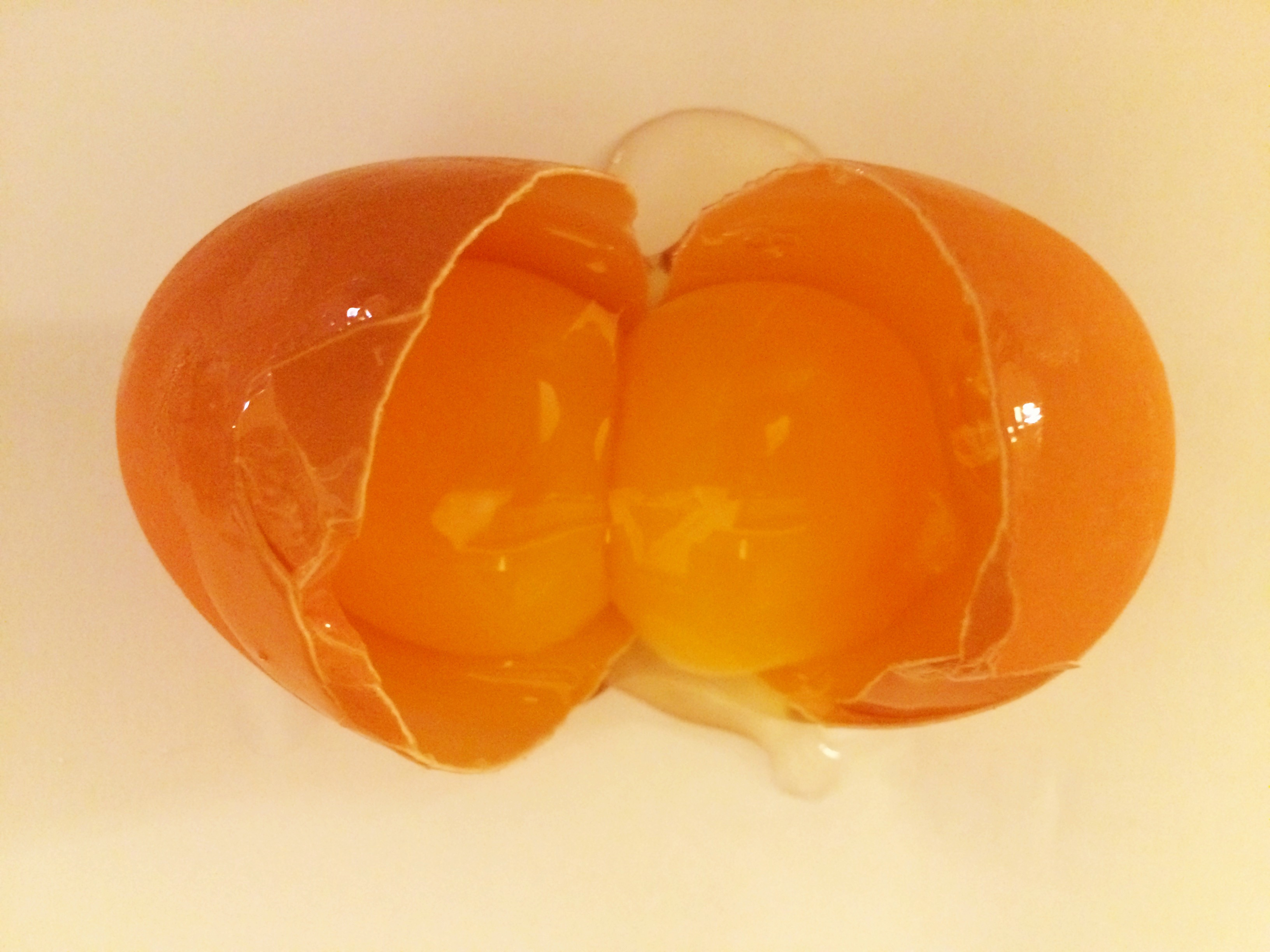
Double-yolk egg - Opened

### 洗浄及び冷蔵
北米においては、消費者に販売される前に、卵を洗って冷蔵せねばならない。これは、農場で卵を生産するに際し付着した汚染物質を除去し、細菌の増殖を防ぐ必要があるからである。欧州では、これに対し、法律により規制がなされている。この規制に係る卵の洗浄は、卵殻表面の、天然の保護膜を除去する。また、冷却は、細菌の増殖を促進する恐れがあるとの理由による。

### 卵殻の色
卵の色が、卵の品質や味に影響を及ぼすことはない。しかしながら、主として美容上の問題において、特定の色の地域や国の嗜好及びそのような好みの異同が存在する。この問題は、生産上の大きな問題に帰結することがある。例えば、米国の殆どの地域では、鶏卵は一般的に白色である。米国北東部のいくつかの地域、特にニューイングランドにおいては、報道機関が、「茶色の卵は地方の卵であり、地方の卵は新鮮である」と宣言したところ、茶色の卵がより一般的になるに至った。ロードアイランドレッドを含む地元の鶏種は、茶色の卵を産む。茶色の卵は、コスタリカ、アイルランド、フランス、英国でも好まれている。ブラジルとポーランドでは、白い鶏卵は一般的に産業用とみなされ、茶色か赤いものが好まれる。小規模農場や小規模農家、特に経済先進国では、白、茶色、斑点（赤）、緑色、青色の組み合わせ（レグバー等、アラウカナを含む特定の品種によって栽培されている）の卵を同じ箱や容器に入れ販売することと同時に、スーパーマーケットは、その国や地域で好まれる色の大型生産者からの卵を販売の主流としている。

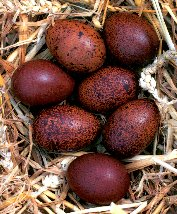
Very dark brown eggs of Marans, a French breed of chicken

これらの文化的傾向は長年にわたって指摘されてきた。ニューヨーク・タイムズ紙は、第二次世界大戦中に、ボストンの主婦は、茶色の卵を、ニューヨークの人々は、白い卵を好んだと報じる。1976年2月、サイエンス誌は鶏卵の問題について議論している。同誌は、「主婦は特に、卵の色が気になり、白い卵は並の値段を払うのだが、茶色の卵に、より多く払うことを好む」と述べている。先述のような文化的傾向の結果として、茶色の卵は通常、生産量が低いところ、白い卵が「普通」とみなされる地域で購入するほうがより高価である。フランスと英国では、白い卵を買うことは非常に難しく、ほとんどのスーパーマーケットは、より一般的である茶色の卵だけを販売している。前者においては茶色の卵が主として市場に出されていることに対し、エジプトでは、茶色の卵を供給することは非常に難しい。卵の、消費者の需要はほとんどが白いものである。最大の生産業者は、白い卵を、「テーブルの卵」と呼び、茶色の卵を輸出用と位置付けている。
1970年代に、フランスの研究所が実施した調査によれば、チリのアラウカナの鶏の、青い鶏卵はより強度があり、破損しにくいという。
1990年に、日本大学で研究したところ、購入する卵を決定する際に、日本の主婦には、複数の異なる問題が重要であることが明らかとなった。しかし、色に関しては、これら要因の中でも独特の要因であって、ほとんどの日本の主婦は、白を好んでいたという。
卵の生産者は、品種間で卵の色が変わるため、生産に使用される鶏の品種や品種を選ぶに際し、文化的背景やその問題、商業的な事情を注意深く考慮する。生産者と、養殖業者の間では、茶色の卵はしばしば「色がかった」と形容される。一方で、一部の消費者が好む、斑点のある卵は、しばしば「赤玉」と呼ばれる。

### 鳥の生育環境
商業的な農作業では、鶏を飼育し、小型で混雑した檻に入れ、羽ばたき、ほこり、擦り傷、突き刺し、巣作りなどの本能的な行動をさせないようにする。このような制限は、鶏の問題行動につながる可能性がある。
多くの雌鶏は、飼育用の檻に閉じ込められ、いくつかは檻の外で飼育される。生産業者によって、鶏が、互いに害を及ぼさないよう、心がけられている。批評家によれば、これは、鶏が、餌を食べられなくするような深刻な痛みを引き起こす可能性があるという。いくつかの鶏は、脱皮後に、卵の品質と生産レベルを高めるため、強制的に脱皮されうる。脱皮に関しては、飼料の供与時期の延長、水の引き出し若しくは制御された照明プログラムによって誘引することが可能である。
孵化鶏は、卵生産性が低下し始める100〜130週齢で屠殺されることが多い。現代の、育種の選択のために、鶏の飼育鶏は、肉生産株とは異なる。飼育されている雄の鳥は卵を産んでおらず、肉の生産には適していないので、一般的には、孵化した後、すぐに殺される。
後半に消費されている卵は、一部の主張者によって、工場で栽培された卵の受け入れ可能な代替品とみなされている。自由飼育をした飼育鶏は、混雑した檻に収容されるのではなく、野外での行動の自由が与えられる。他方、雌鳥の実質的な生活条件に関する疑問が、その国でフリー・レンジと表示された卵についての法的定義又は規制がないため、米国において提起されている。
米国では、動物福祉に関する国民の関心が高まり、様々な卵生産者が、様々な基準で卵を増やすよう、促している。最も広汎に用いられている基準は、米国鶏卵業者組合（United Egg Producers）によるところ、自主的な許可基準によって決定されている。同者の示す基準には、住宅、食糧、水、空気、居住空間、くちばしの伐採、脱皮、運搬、輸送に関するガイドラインが含まれている。これに反対する人々は、UEP認証が動物の虐待であると主張している。その他の基準には、檻の撤廃、野外と同様に育てること、選択的動物愛護、飼料の限定などがある。これらの基準のうち、後二者は、最も厳しい基準となっている。
2012年1月1日より、EU指令1999/74 / ECで概説されているように、欧州連合は、産卵鶏のための従来型である電子式の檻を禁止した。欧州連合は、特定の飼育施設及び生育環境の適正要件を満たす 「強化された」檻の使用のみを、許可している。多くの加盟国の卵生産業者は、新しい品質基準に反対しているが、一部の国では、家庭用の檻でさえも禁止対象となっている。卵の生産基準について、欧州連合は、卵の価値序列として、檻使用の鶏卵が3、自由飼育の鶏卵が1、有機産卵が0で始まる、一定の義務的な基準を用いている。

### 雄の雛の殺処分
檻使用と自由飼育においては、産卵鶏の更なる世代を確保する過程で、卵の産生時に望ましくない雄鶏が殺される。

## 文化的意義
世界のいくつかの地域で普及しているイースターの伝統は、硬い卵の装飾である（しばしばスプレーペイントを用いる）。成人は、多くの場合、子供たちに見つけさせるために卵を隠し、卵狩りとして知られている伝統的な行動をする。ペルシャの文化によって影響を受けた世界の地域には、似たような卵の伝統がある。ペルシャの新年の伝統（紀元前にはNorouzと呼ばれていた）では、春分の前に、各家族は硬い卵を飾り、それらをボウルにまとめる。
ダンスの卵の伝統は、16世紀以来、バルセロナや他のカタロニアの都市で、コーパスクリスティの饗宴の間、開催される。それは、噴水から水ジェットの上に卵を配置するというものである。
食料品ではあるものの、家、車、または人に卵が投げられることがある。この行為は、さまざまな英語圏の国で一般的に「掘り出し物」として知られている。しかし、軽微な荒廃行為であって、害虫による深刻な目の障害を引き起こしうる上に、卵白は、特定の種類の車両塗料を劣化させる可能性がある。したがって通常は犯罪行為である。ハロウィーンでは、術や罠として卵ないし小麦粉を投げる節がある。卵は、安価で非致死的であるが、割れたときの処理が非常に厄介であるため、しばしば抗議の意を表するため、投げられる。